# کارهو
کارهو (انگلیسی: Karhu) شرکت تجهیزات ورزشی فنلاندی است، که در سال ۱۹۱۶ تأسیس شد.